# 令狐渙
令狐渙（?—?），唐朝官员，令狐绹的儿子。
令狐渙登进士第。官至中书舍人。唐昭宗天复元年（901年），唐昭宗归复君位，中书舍人令狐涣、给事中韩偓都参预密谋，所以都被擢升为翰林学士。唐昭宗问韩偓：“陆扆、裴贽哪个忠于我？”韩偓说：“陆扆、裴贽都是宰相，安有它心？”昭宗说：“有人说陆扆不喜我复位，元日易服奔启夏门，可信吗？”韩偓说：“这是谁对陛下说的？”昭宗说：“崔胤、令狐涣。"韩偓说：“即使陆扆如此，也不足责。且陛下复位，陆扆素不知谋，忽然听说兵起，想要出奔。陛下责怪其不能死难则可，以为不喜，是谗言。”唐昭宗想用令狐涣当宰相，又后悔：“令狐涣作宰相可能会误国，朕当先用卿。”韩偓推辞。崔胤想要召凤翔李茂贞入朝。韩偓以为不可，崔胤不听。韩偓对令狐涣说，令狐涣回答：“吾属不惜宰相邪？无卫军则为阉竖所图矣。”令狐涣建议唐昭宗在内殿召见崔胤及韩全诲等人，摆酒使他们和解，被韩偓劝阻。